# Capitoli di Rosario + Vampire

Copertina del decimo volume dell'edizione italiana.

Questa voce è la lista dei capitoli del manga Rosario + Vampire e del suo sequel Rosario + Vampire II. La serie manga giapponese Rosario + Vampire è scritta e illustrata da Akihisa Ikeda. Rosario + Vampire iniziò la sua serializzazione a cadenza mensile nel numero di agosto 2004 della rivista Monthly Shōnen Jump, edita da Shūeisha. Il primo tankōbon fu pubblicato il 4 ottobre 2004, mentre il decimo ed ultimo volume fu pubblicato tre anni dopo, il 4 ottobre 2007. La serie si è conclusa con un totale 39 capitoli. Un capitolo extra di Rosario + Vampire fu serializzato sui numeri di settembre 2007 di Weekly Shōnen Jump. La serie manga è successivamente continuata con Rosario + Vampire II, un sequel alla prima serie che iniziò la serializzazione sul numero di novembre 2007 della rivista Jump Square, successore dell'ora dismessa Monthly Shonen Jump.
Il manga è licenziato nel Nord America e nel Regno Unito da Viz Media sotto l'etichetta Shonen Jump Advanced, mentre in Australia e Nuova Zelanda è edito da Madman Entertainment, con i dieci volumi della prima serie pubblicati tra il 3 giugno 2008 e il 3 novembre 2009.
In Italia i diritti sono stati acquisiti inizialmente da Planeta DeAgostini, tuttavia, in seguito alla chiusura di tale divisione dedicata ai manga, la serie non fu mai pubblicata. Nel 2012, in occasione del Napoli Comicon, l'editore GP Publishing (oggi divenuto parte di Edizioni BD) annunciò di aver acquisito i diritti per la pubblicazione dell'edizione italiana della prima serie manga, che ha iniziato la pubblicazione a partire dal 22 luglio 2012 al 27 aprile 2013 a cadenza mensile. Il quinto volume è stato pubblicato in edizione speciale dal 1º novembre al 4 novembre in occasione della presenza dell'autore del manga Ikeda al Lucca Comics and Games 2012.
I singoli capitoli della serie sono chiamati test, mentre ogni volume, nella versione inglese, è chiamato lesson (lezione).

## Rosario + Vampire
| Nº | Titolo italiano Giapponese 「Kanji」 - Rōmaji | Data di prima pubblicazione            | Data di prima pubblicazione              |
| Nº | Titolo italiano Giapponese 「Kanji」 - Rōmaji | Giapponese                             | Italiano                                 |
| 1  | Vampiri 「学園のバンパイア」 | 4 ottobre 2004 ISBN 4-08-873665-6      | 22 luglio 2012 ISBN 978-88-6468-827-5    |
| 1  | Capitoli - 1. Il vampiro dell'accademia (学園のバンパイア?, Gakuen no banpaia) - 2. Attanagliato da un sogno oscuro (黒い夢のくるむ?, Kuroi yume no Kurumu) - 3. Uniamoci all'attività di un qualche club (部活に入ろう!?, Bukatsu ni hairō!) - 4. Fare amicizia con quelli più grandi (先輩とは仲よくね?, Senpai to wa nakayoku ne) |                                        |                                          |
| 2  | Streghe 「月に願いを」 | 4 febbraio 2005 ISBN 4-08-873776-8     | 25 agosto 2012 ISBN 978-88-6468-828-2    |
| 2  | Capitoli - 5. L'amante è una strega (いたずらな恋??, Itazura na koi?) - 6. Un compleanno d'arte (アートなバースディ?, Āto na bāsudi) - 7. Scadenza! (締切を守ろう!?, Shimekiri o mamorō!) - 8. Desiderio al chiaro di luna (月に願いを?, Tsuki ni negai o)                                                                           |                                        |                                          |
| 3  | Sangue 「ブラッド」 | 3 giugno 2005 ISBN 4-08-873823-3       | 22 settembre 2012 ISBN 978-88-6468-845-9 |
| 3  | Capitoli - 9. Segreto (秘密?, Himitsu) - 10. La posta in gioco (文句はないだろ??, Monku wa nai daro?) - 11. Sangue (ブラッド?, Buraddo) - 12. Aiutami! (勉強を教えて!?, "Benkyō o oshiete!) |                                        |                                          |
| 4  | Piante Carnivore 「魔女の丘」 | 4 ottobre 2005 ISBN 4-08-873869-1      | 20 ottobre 2012 ISBN 978-88-6468-846-6   |
| 4  | Capitoli - 13. Estate su un campo di Girasole (夏のヒマワリのフィールドに?, Himawari iro no natsuyasumi) - 14. Il mondo umano (人間のまち?, Ningen no machi) - 15. Non possiamo lasciarla da sola (友達になれたら?, Tomodachi ni naretara) - 16. La collinetta della strega (魔女の丘?, Majo no oka)                                 |                                        |                                          |
| 5  | L'abominevole ragazza delle nevi 「侵食」 | 3 febbraio 2006 ISBN 4-08-874024-6     | 15 dicembre 2012 ISBN 978-88-6468-847-3  |
| 5  | Capitoli - 17. Si ricomincia (回帰?, Kaiki) - 18. Un nuovo semestre (新学期?, Shingakki) - 19. La ragazza del disgelo (雪解けの少女?, Yukidoke no shōjo) - 20. Corrosione (侵食?, Shinshoku) |                                        |                                          |
| 6  | I Ghoul 「ナイトメア」 | 2 giugno 2006 ISBN 4-08-874116-1       | 29 dicembre 2012 ISBN 978-88-6468-848-0  |
| 6  | Capitoli - 21. Sangue cattivo (コンプレックス?, Konpurekkusu) - 22. Un bacio (くちづけ?, Kuchizuke) - 23. Ghoul (屍鬼?, Gūru) - 24. Incubo (ナイトメア?, Naitomea) |                                        |                                          |
| 7  | Esorcista 「ぼくたちの選択」 | 4 ottobre 2006 ISBN 4-08-874270-2      | 31 gennaio 2013 ISBN 978-88-6468-967-8   |
| 7  | Capitoli - 25. Cicatrice (傷跡?, Kizuato) - 26. Veri sentimenti (素直なきもち?, Sunao na kimochi) - 27. La Promessa (約束するよ?, Yakusoku suru yo) - 28. La scelta (選択?, Sentaku) |                                        |                                          |
| 8  | Shikigami 「学園の闇」 | 2 febbraio 2007 ISBN 978-4-08-874324-0 | 28 febbraio 2013 ISBN 978-88-6634-441-4  |
| 8  | Capitoli - 29. Il cuore malvagio della scuola (学園の闇?, Gakuen no yami) - 30. Il piano (計画?, Keikaku) - 31. I veri capelli (素顔?, Sugao) - 32. La chiave (鍵?, Kī) |                                        |                                          |
| 9  | Madri Mostruose 「来訪者」 | 4 giugno 2007 ISBN 978-4-08-874372-1   | 30 marzo 2013 ISBN 978-88-6634-441-4     |
| 9  | Capitoli - 33. La ragione (理由?, Riyū) - 34. Lo stesso desiderio (重なる願い?, Kasanaru negai) - 35. Festival Scolastico (学園祭?, Gakuensai) - 36. L'ospite (来訪者?, Raihōsha) |                                        |                                          |
| 10 | Lo specchio magico 「来訪者」 | 4 ottobre 2007 ISBN 978-4-08-874449-0  | 27 aprile 2013 ISBN 978-88-6634-516-9    |
| 10 | Capitoli - 37. Lo specchio di Lilith (リリスの鏡?, Ririsu no kagami) - 38. L'immagine del futuro (未来のカタチ?, Mirai no katachi) - 39. La promessa di una riunione (再会の約束?, Saikai no yakusoku) - 40. Previsione della felicità (幸せの予感?, Shiawase no yokan)                                                              |                                        |                                          |

## Rosario + Vampire II
| Nº | Titolo italiano Giapponese 「Kanji」 - Rōmaji | Data di prima pubblicazione             | Data di prima pubblicazione              |
| Nº | Titolo italiano Giapponese 「Kanji」 - Rōmaji | Giapponese                              | Italiano                                 |
| 1  | Rosario + Vampire Season II 1 「ロザリオとバンパイア season II 1」 - Rozario to Banpaia Shīzun Tsū 1 | 4 giugno 2008 ISBN 978-4-08-874506-0    | 28 settembre 2013 ISBN 978-88-6634-541-1 |
| 1  | Capitoli - 1. Stagione deplorevole (季節ため息?, Kisetsu tameiki) - 2. Allenamento pericoloso (危険なトレーニング?, Kiken'na torēningu) - 3. La ragazza appiccicosa (女の子付箋?, On'nanoko fusen) - 4. Pride (プライド?, Puraido) |                                         |                                          |
| 2  | Rosario + Vampire Season II 2 「ロザリオとバンパイア season II 2」 - Rozario to Banpaia Shīzun Tsū 2 | 3 ottobre 2008 ISBN 978-4-08-874586-2   | 26 ottobre 2013 ISBN 978-88-6634-580-0   |
| 2  | Capitoli - 5. Inganno (ごまかし?, Gomakashi) - 6. Il Copiatore (複写機?, Fukusha-ki) - 7. Pillole della crescita (成長丸薬?, Seichō gan'yaku) - 8. Bimbe spaventate (女の子は怖い?, On'nanoko wa kowai) |                                         |                                          |
| 3  | Rosario + Vampire Season II 3 「ロザリオとバンパイア season II 3」 - Rozario to Banpaia Shīzun Tsū 3 | 4 febbraio 2009 ISBN 978-4-08-874637-1  | 21 dicembre 2013 ISBN 978-88-6634-620-3  |
| 3  | Capitoli - 9. Danzare con i lupi Mannari (狼と踊る?, Ōkami to odoru) - 10. Il biancaneve (白雪姫?, Shirayukihime) - 11. La Sacerdotessa delle nevi (雪の巫女?, Yuki no fujo) - 12. L'offerta del fiore (花の提供?, Hana no teikyō) |                                         |                                          |
| 4  | Rosario + Vampire Season II 4 「ロザリオとバンパイア season II 4」 - Rozario to Banpaia Shīzun Tsū 4 | 4 giugno 2009 ISBN 978-4-08-874679-1    | 31 gennaio 2014 ISBN 978-88-6634-646-3   |
| 4  | Capitoli - 13. La fata maligna (邪悪な妖精?, Jaakuna yōsei) - 14. Scontro tra sorelle (姉妹の戦い?, Shimai no tatakai) - 15. Paradiso (パラディソ?, Paradiso) - 16. La vera identità di Tsukune (つくねの正体?, Tsukune no shōtai) - 17. Il sogno di Kurumu (Kurumuドリーム?, Kurumu no Dorīmu) |                                         |                                          |
| 5  | Rosario + Vampire Season II 5 「ロザリオとバンパイア season II 5」 - Rozario to Banpaia Shīzun Tsū 5 | 2 ottobre 2009 ISBN 978-4-08-874745-3   | 28 febbraio 2014 ISBN 978-88-6634-809-2  |
| 5  | Capitoli - 18. Secondo anno al campo estivo (夏のキャンプで二年生?, Natsu no kyanpu de ni-nensei) - 19. Speranza (ホープ?, Hōpu) - 20. La canzone di un angelo (天使の歌?, Tenshi no uta) - 21. Seguire le proprie sensazioni (自分の気持ちに従ってください?, Jibun no kimochi ni shitagatte kudasai) - 22. Un giorno ci rivedremo (いつかきっと?, Itsuka kitto)                                                       |                                         |                                          |
| 6  | Rosario + Vampire Season II 6 「ロザリオとバンパイア season II 6」 - Rozario to Banpaia Shīzun Tsū 6 | 4 febbraio 2010 ISBN 978-4-08-870008-3  | 30 aprile 2014 ISBN 978-88-6634-835-1    |
| 6  | Capitoli - 23. La Mafiaboy (マフィアボーイ?, Mafiaboi) - 24. Una tranquilla corsa campestre (静かな田舎のレース?, Shizukana inaka no rēsu) - 25. Telepatia (イシンデンシン?, Ishin-denshin) - 26. Punto debole (ウイークポイント?, Uīku pointo) |                                         |                                          |
| 7  | Rosario + Vampire Season II 7 「ロザリオとバンパイア season II 7」 - Rozario to Banpaia Shīzun Tsū 7 | 4 giugno 2010 ISBN 978-4-08-870057-1    | 31 luglio 2014 ISBN 978-88-6634-895-5    |
| 7  | Capitoli - 27. La sconfitta (リバース?, Ribāsu) - 28. Casa dolce casa (スウィートホーム?, Suvīto hōmu) - 29. Rafforzare il sigillo (封印修復?, Fūin shūfuku) - 30. La figlia più grande della Famiglia Shouzen (朱染家の長女?, Shuzen-ke no chōjo) |                                         |                                          |
| 8  | Rosario + Vampire Season II 8 「ロザリオとバンパイア season II 8」 - Rozario to Banpaia Shīzun Tsū 8 | 4 novembre 2010 ISBN 978-4-08-870122-6  | 6 settembre 2014 ISBN 978-88-6634-938-9  |
| 8  | Capitoli - 31. Il vero antenato (真祖?, Shinso) - 32. Come cade la notte escono le stelle (闇がおちて, 星うまれる?, Yami ga ochite, hoshi umareru) - 33. Tesoro (たからもの?, Takaramono) - 34. Il segreto del sigillo (封印の秘密?, Fūin no himitsu) - 35 Confessione (告白?, Kokuhaku) |                                         |                                          |
| 9  | Rosario + Vampire Season II 9 「ロザリオとバンパイア season II 9」 - Rozario to Banpaia Shīzun Tsū 9 | 3 giugno 2011 ISBN 978-4-08-870213-1    | 8 novembre 2014 ISBN 978-88-6634-962-4   |
| 9  | Capitoli - 36. Coloro che si sono fatti male (傷ついてゆく者たち?, Kizutsuite yuku mono-tachi) - 37. Fatidico Incontro (重大な会合?, Jūdaina kaigō) - 38. La vera identità di Akuha (Akuhaの正体?, Akuha no shōtai) - 39. Lo scenario del futuro (将来のシナリオ?, Shōrai no shinario) - 40. La determinazione di Tsukune (つくねの決定?, Tsukune no kettei) - 41. Legame (契り?, Chigiri)                             |                                         |                                          |
| 10 | Rosario + Vampire Season II 10 「ロザリオとバンパイア season II 10」 - Rozario to Banpaia Shīzun Tsū 10 | 2 dicembre 2011 ISBN 978-4-08-870349-7  | 27 dicembre 2014 ISBN 978-88-6883-009-0  |
| 10 | Capitoli - 42. Il giardino pensile (空中庭園?, Kūchū teien) - 43. Dichiarazione di guerra (宣戦布告?, Sensen fukoku) - 44. The Executive (the executive?) - 45. M-agi (M-agi?) - 46. Se il mio amore lo raggiunge (いつか伝わるといいな?, Itsuka tsutawaru to ii na) - 47. Retroguardia (殿?, Shin gari) |                                         |                                          |
| 11 | Rosario + Vampire Season II 11 「ロザリオとバンパイア season II 11」 - Rozario to Banpaia Shīzun Tsū 11 | 4 giugno 2012 ISBN 978-4-08-870425-8    | 31 gennaio 2015 ISBN 978-88-6883-038-0   |
| 11 | Capitoli - 48. Talent (才能?, Sainou) - 49. Il burattinaio (糸を引く者?, Itowohiku ｍono) - 50. Nel buio della riunione (再会の闇で?, Saikai no yami de) - 51. Incantesimi (呪縛?, Jubaku) - 52. Trasformazione (ヘンゲ?, Henge) - 53. Falso (偽の?, Nise no) |                                         |                                          |
| 12 | Rosario + Vampire Season II 12 「ロザリオとバンパイア season II 12」 - Rozario to Banpaia Shīzun Tsū 12 | 4 febbraio 2013 ISBN 978-4-08-870570-5  | 4 aprile 2015 ISBN 978-88-6883-182-0     |
| 12 | Capitoli - 54. Il suo scopo (辿り着いた場所?, Tadori tsuita basho) - 55. Contro Jigen-Tou (時限の塔対?, Jigen-tō tai) - 56. Giro repentino (急変?, Kyūhen) - 57. Rock & Roll (ロックンロール?, Rokkunrōru) - 58. Rock & Roll 2 (ロックンロール2?, Rokkunrōru ni) - 59. Sfilata oscura (ダークパレード?, Dākuparēdo) |                                         |                                          |
| 13 | Rosario + Vampire Season II 13 「ロザリオとバンパイア season II 13」 - Rozario to Banpaia Shīzun Tsū 13 | 4 settembre 2013 ISBN 978-4-08-870812-6 | 2 maggio 2015 ISBN 978-88-6883-272-8     |
| 13 | Capitoli - 60. Il lato oscuro della luna (月の暗い側面?, Tsuki no kurai sokumen) - 61. Countdown (カウントダウン?, Kāntodaun) - 62. Perché non sono sola (私は一人じゃないので、?, Watashi wa hitori janainode) - 63. Ultimo walzer (最後のワルツ?, Saigo no warutsu) - 64. Scusa (ごめんね?, Gomen ne) - 65. La storia dietro le quinte (舞台裏歴史?, Butaiura rekishi) - 65b. Fine del mondo (世の終わり?, Yonōwari) |                                         |                                          |
| 14 | Rosario + Vampire Season II 14 「ロザリオとバンパイア season II 14」 - Rozario to Banpaia Shīzun Tsū 14 | 2 maggio 2014 ISBN 978-4-08-880049-3    | 5 settembre 2015 ISBN 978-88-6883-334-3  |
| 14 | Capitoli - 66. Il crepuscolo delle tenebre (闇の夜明け?, Yami no yoake) - 66b. Il crepuscolo delle tenebre 2 (闇の夜明け2?, Yami no yoake ni) - 66c. Il crepuscolo delle tenebre 3 (闇の夜明け3?, Yami no yoake san) - 66d. Il crepuscolo delle tenebre 4 (闇の夜明け4?, Yami no yoake shi) - 66e. Il crepuscolo delle tenebre 5 (闇の夜明け5?, Yami no yoake go) - 67. Epilogo                                        |                                         |                                          |